# Флагстафф (Аризона)
Фла́гстафф (англ. Flagstaff) — город, расположенный в северной части штата Аризона на юго-западе США. В 2013 году население составляло 68 667 чел. Предполагаемое население городской агломерации — 136 539 чел. Является окружным центром округа Коконино. Город назван в честь флагштока из жёлтой сосны, сделанного группой поселенцев из Бостона для празднования Столетней годовщины Соединённых Штатов 4 июля 1876 года.
Флагстафф находится вблизи юго-западного края Плато Колорадо, вдоль западной стороны самого большого сплошного леса жёлтой сосны в континентальной части США. Город расположен рядом с горой Элден, к югу от Пика Сан-Франциско — самого высокого горного массива в штате Аризона. Хамфрис-Пик, самая высокая точка в Аризоне (3 851 м), расположен примерно в 16 км к северу от Флагстаффа.
Ранняя экономика Флагстаффа базировалась на лесоматериалах, железнодорожных путях и ранчо. На сегодняшний день город остаётся важным дистрибутивным центром для таких компаний как Nestlé Purina PetCare и Walgreens. Во Флагстаффе сильно развит туристический сектор из-за близости к Гранд-Каньону, каньону Оак-Крик, горнолыжному курорту «Аризона Сноубоул», аризонскому кратеру и знаменитому Route 66. Город также является центром производства медицинских аппаратов, так как во Флагстаффе располагается W. L. Gore and Associates.

## История

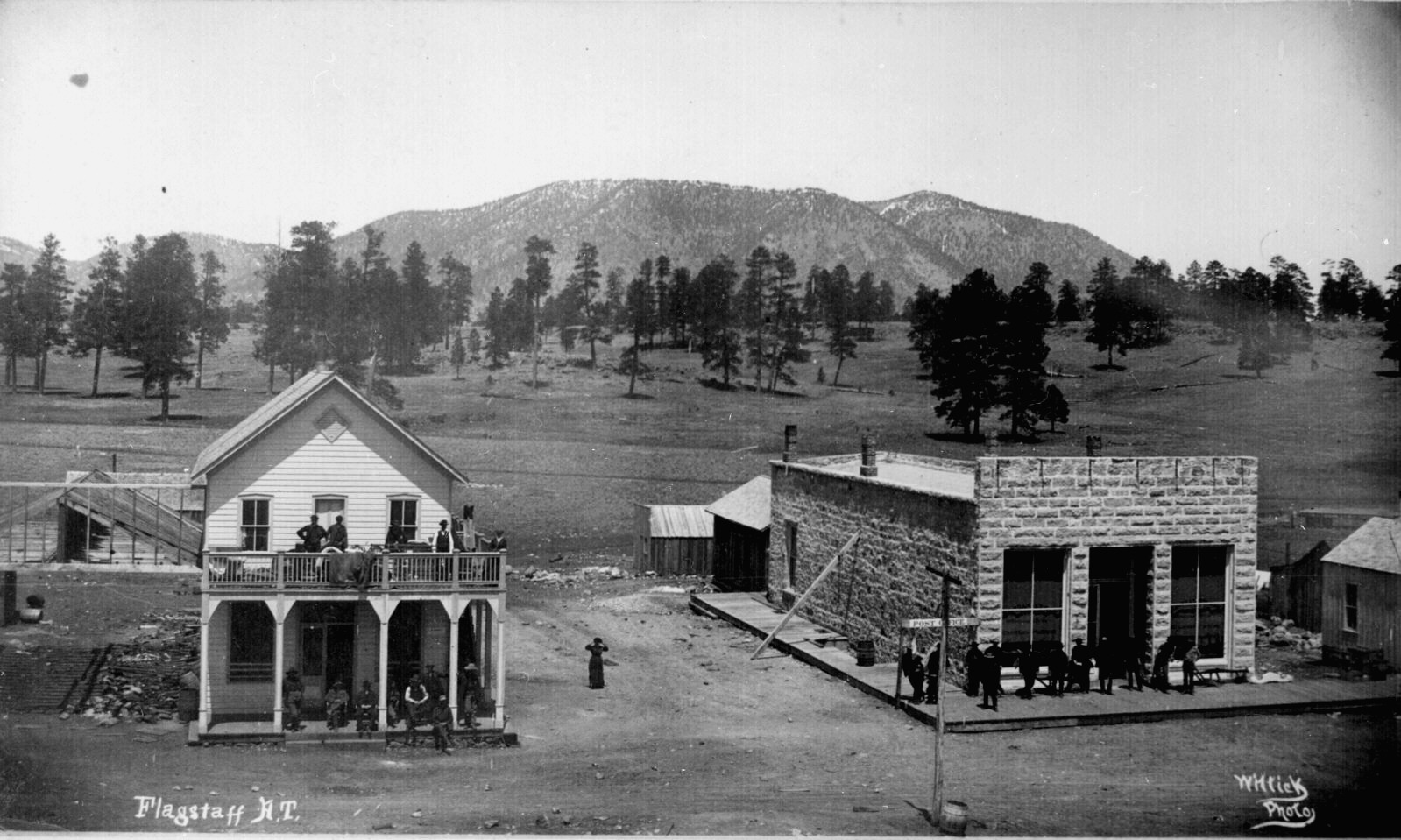
Флагстафф, примерно 1899 год; вид на почтовое отделение и другие здания на Terrace Street

В 1855 году лейтенант Эдвард Фицджеральд Бил разведывал дорогу от Рио-Гранде в Нью-Мексико до форта Техон в Калифорнии и разбил лагерь недалеко от текущего местонахождения Флагстаффа. Лейтенант приказал своим людям срубить ветви ровной жёлтой сосны, чтобы поднять флаг Соединённых Штатов.
Первое постоянное поселение было основано в 1876 году, когда Томас Ф. Макмиллан построил хижину у подножья Марсианского холма в западной части города. В течение 1880-х Флагстафф начал расти: было открыто первое почтовое отделение и привлекалась железнодорожная индустрия. К 1886 году Флагстафф был самым большим городом на железнодорожном пути между Альбукерке и западным побережьем Соединённых Штатов. В дневнике примерно 1900 года, принадлежащего журналистке Шарлот Холл, город того времени описывается как «третьесортный шахтёрский лагерь» с высокими ценами на доступные товары.
В 1894 году массачусетский астроном Персиваль Лоуэлл нанял Э. Э. Дугласа, чтобы разведать идеальное место для новой обсерватории. Дуглас, впечатлённый возвышенностью Флагстаффа, назвал её идеальным местом для знаменитой Обсерватории Лоуэлла. Два года спустя специально сконструированный 610 мм телескоп Кларка, который заказал Лоуэлл, был установлен. В 1930 году с помощью одного из телескопов обсерватории был обнаружен Плутон. В 1955 году Военно-морская обсерватория США учредила Станцию Флагстафф военно-морской обсерватории США, где в 1978 году был обнаружен спутник Плутона — Харон.
В течение программы «Аполлон» в 1960-х, телескоп Кларка использовался, чтобы составить карту Луны для экспедиций, давая возможность планировщикам миссии выбрать безопасное место для посадки лунного модуля. В дань важности города в сфере астрономии, в честь города назван астероид 2118 Flagstaff, а в честь симфонического оркестра Флагстаффа — 6582 Flagsymphony.
В 1899 году была основана Стандартная школа Северной Аризоны, которую в 1966 году переименовали в Университет Северной Аризоны. История культуры Флагстаффа стремительно увеличилась 11 апреля 1899 года, когда Симфония Флагстаффа дебютировала в Оперном доме Бэббиттов. Оркестр играет до сих пор как Симфонический оркестр Флагстаффа с главным местом проведения мероприятий в кампусе Университета Северной Аризоны.

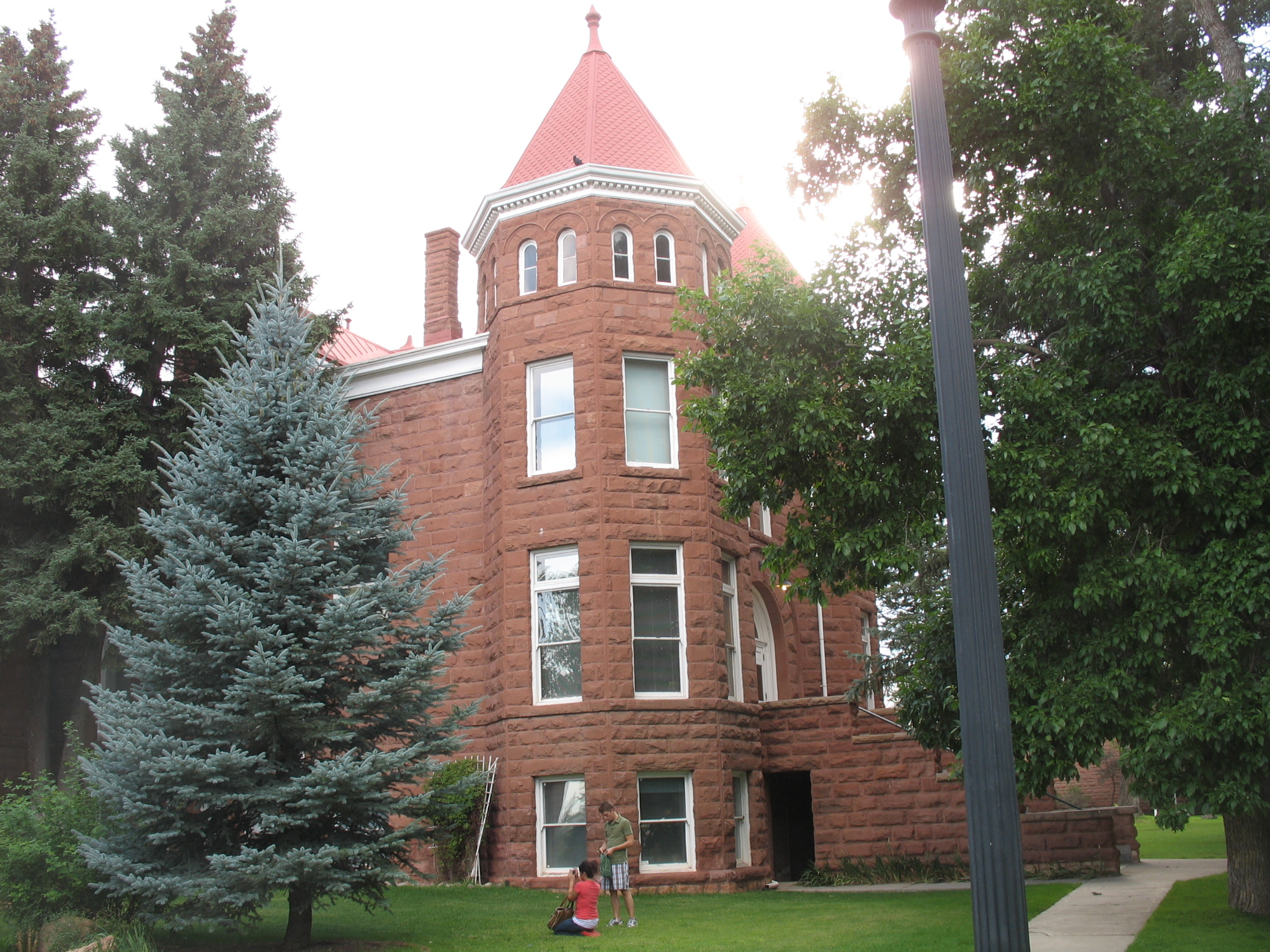
Старый основной корпус Университета Северной Аризоны

Город рос стремительно, что в основном было вызвано его расположением вдоль трансконтинентального железнодорожного пути Соединённых Штатов. К 1890 году Флагстафф располагался вдоль одной из самых оживлённых железных дорог в США: ежедневно через город проезжало 80—100 поездов, которые направлялись в Чикаго, Лос-Анджелес и в другие места.

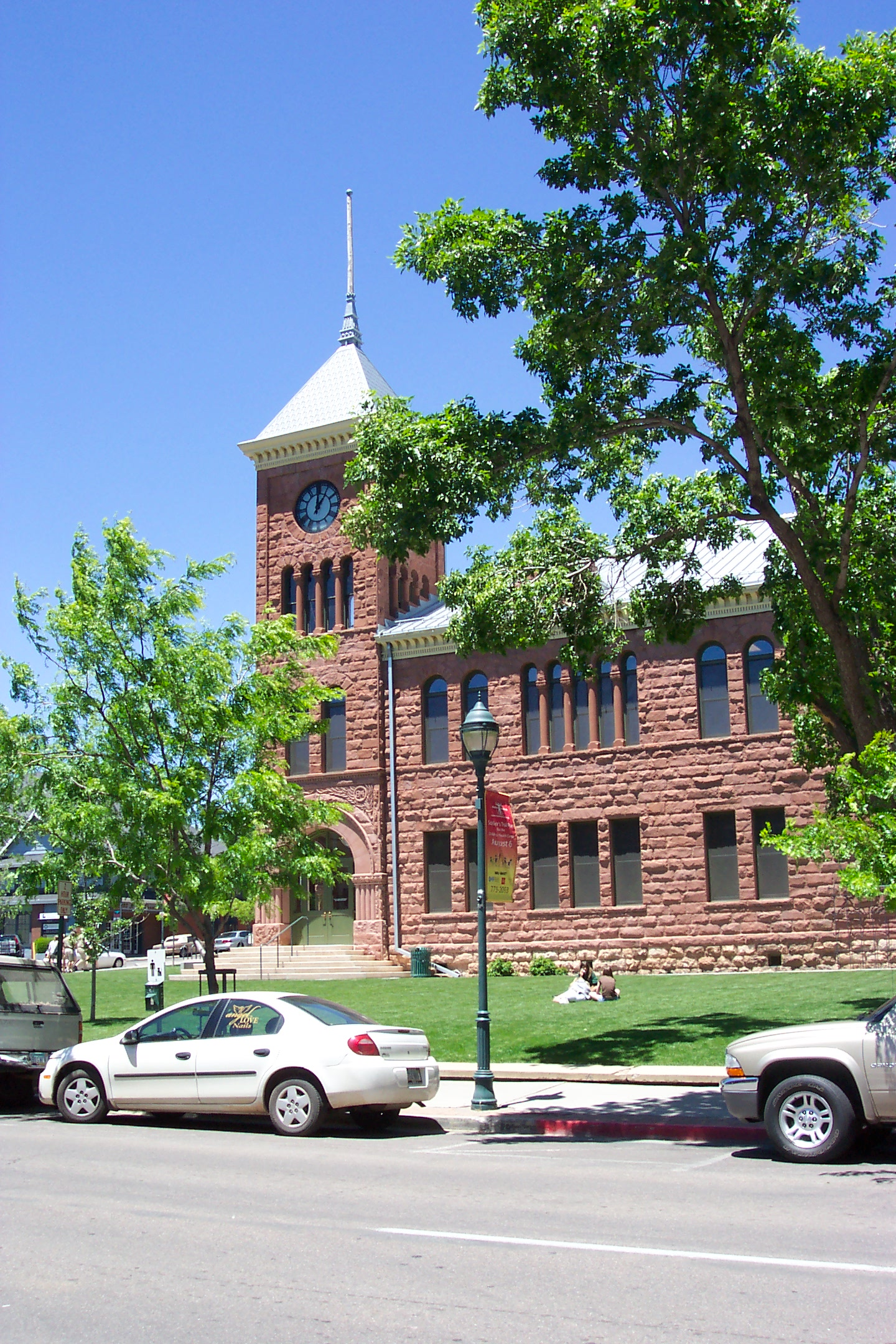
Старое административное здание округа Коконино на Birch Avenue, июнь 2005

Строительство Route 66 было завершено в 1926 году; дорога пролегала через город. Флагстафф был включён в число городов в 1928 году, а в 1929 году первый мотель города, «Motel Du Beau», был построен на перекрёстке Beaver Street и Phoenix Avenue. Daily Sun описало мотель как «отель с гаражами для лучшего класса автомобилистов». Флагстафф начал набирать популярность в качестве туристической остановки около Route 66, особенно благодаря близости к Гранд-Каньону.
Флагстафф увеличивался и процветал в 1960-х. В течение 1970-х и 1980-х, однако, многие предприятия начали переезжать из центра города, и деловой район пришёл в экономический упадок.
Sears и JCPenney оставили центр города в 1979 году, чтобы открыться в новом Торговом комплексе Флагстаффа. В 1986 году к ним присоединилась компания Dillard's. К 1987 году Торговая компания братьев Бэббитт, которая продавала фиксаторы в розницу с 1891 года, закрылась.
В 1987 город составил новый план, который должен был превратить центральный район Флагстаффа из торгового центра в региональный финансовый центр. В городе были построены новая ратуша, библиотека и административное здание округа Коконино. В 1992 году город нанял нового менеджера, Дейва Уилкокса, которые ранее работал над восстановлением деловой части города Белойт и Мизулы. В течение 1990-х центр города подвергся восстановлению: многие тротуары города были вымощены заново декоративной кирпичной отделкой, а разные магазины и рестораны открылись, чтобы воспользоваться преимуществом исторической привлекательности района.
В октябре 2001 года Флагстафф был признан Международной ассоциацией тёмного неба первым в мире «Городом под тёмным небом».

## География
Согласно Бюро переписи населения США, город занимает 165,5 км², из которых только 0,08 км² (0,08%) — вода. Флагстафф расположен на холме в окружении вулканов в центре Национального лесного заповедника Коконино. Город удалён от Финикса примерно на 210 км.

### Городской пейзаж

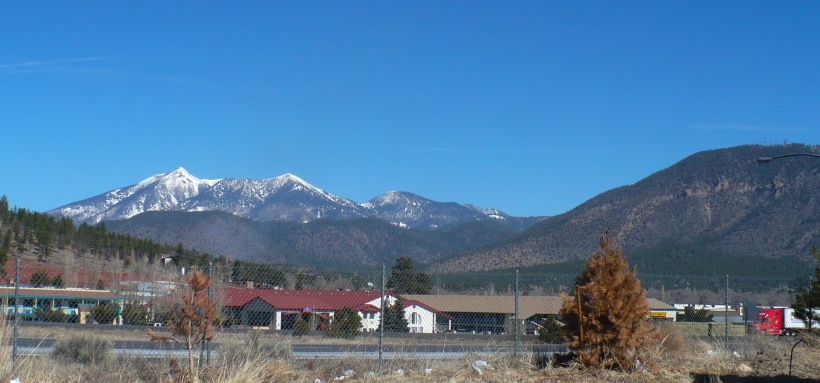
Вид на San Francisco Peaks из Флагстаффа

Центр Флагстаффа расположен непосредственно на западе от Марсианского холма, на котором расположена Обсерватория Лоуэлла. Улицы в центре города спланированы по гипподамовой системе параллельно Route 66 и «БНСФ Рэйлвей», которая проходит через город с востока на запад. Milton Road ответвляется от Route 66 к западу от центра города и движется на юг вблизи кампуса Университета Северной Аризоны к перекрёстку I-17 и I-40. На севере центральной части города Fort Valley Road (U.S. 180) соединяется с музеем Северной Аризоны, «Аризона Сноубоул» и Гранд-Каньоном. На востоке от центра города Route 66 и железная дорога проходят параллельно Западному Флагстаффу у подножия горы Элден. Большая часть промышленности Флагстаффа располагается к востоку от центральной части города вблизи железнодорожной линии.
Несколько городов располагается близко к Флагстаффу вдоль I-40 и I-17. Примерно 9,7 км южнее расположены маленькие городские районы Качина-Вилледж (к западу от I-17) и Маунтинейр (к востоку от I-17). Примерно через 56 км на запад находится Уильямс, в 32 км к югу — Мандс-Парк, а в 48 км к югу на Arizona Highway 89A находится Седона. Также в песне «Route 66» упомянут город Вайнона, который располагается в 24 км к востоку от Флагстаффа.

### Климат

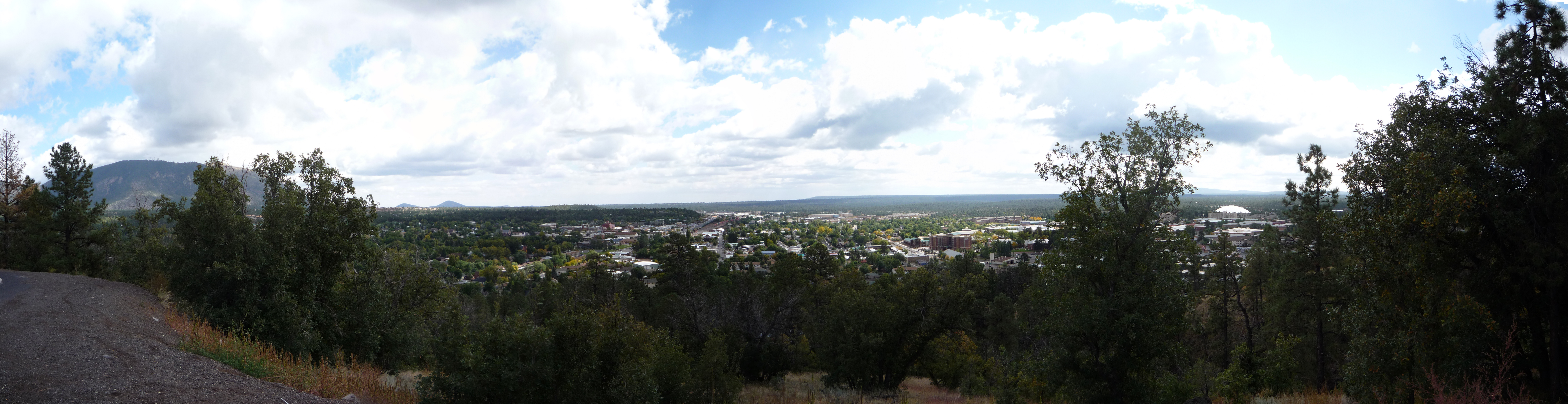
Вид на Флагстафф с Марсианского холма

Во Флагстаффе пять чётко выраженных времён года: холодная и снежная зима с длительными засушливыми периодами, которые прерываются глубокими снегами примерно раз в каждые 3–4 недели; сухая и ветреная весна с нерегулярным снегопадом; очень сухое и жаркое раннее лето с мая по начало июля; влажный и сырой дождливый сезон с июля по начало сентября; и сухая и приятная осень, которая длится до первых снегов в ноябре.
Комбинация высокой альтитуды и низкой влажности обеспечивает мягкие погодные условия в продолжение практически всего года.

Зимние погодные условия циклонные и по природе фронтальные,возникающие на востоке Тихого океана. Это предоставляет периодические повсеместные снегопады, за которыми следуют протяжённые периоды ясной погоды. В основном стабильные условия погоды данной местности нарушаются короткими, но часто сильными полуденными ливнями и неожиданной грозой, что бывают во время сезона дождей в июле и августе. Летние температуры умеренны, а средняя величина высоких температур — около 27.8 °C. Погода во Флагстаффе обычно солнечная. Более того, Флагстафф получает больше солнечного света, чем снежные города, такие как Нью-Йорк, Чикаго, Бостон и Денвер. Флагстафф - единственный город в Аризоне, температура в котором выше 38 °C никогда не сообщалась.
| Показатель                    | Янв.  | Фев.  | Март  | Апр.  | Май   | Июнь | Июль | Авг. | Сен. | Окт.  | Нояб. | Дек.  | Год   |
| ----------------------------- | ----- | ----- | ----- | ----- | ----- | ---- | ---- | ---- | ---- | ----- | ----- | ----- | ----- |
| Абсолютный максимум, °C       | 18,8  | 21,6  | 22,7  | 26,6  | 31,6  | 35,5 | 36,1 | 33,8 | 32,7 | 29,4  | 23,3  | 20,0  | 36,1  |
| Средний суточный максимум, °C | 6,3   | 7,5   | 10,7  | 15,0  | 20,5  | 25,9 | 27,8 | 26,2 | 23,1 | 17,1  | 10,7  | 6,2   | 16,4  |
| Средняя температура, °C       | −0,9  | 0,2   | 3,0   | 6,5   | 11,1  | 15,6 | 19,1 | 18,1 | 14,3 | 8,3   | 2,8   | −1    | 8,1   |
| Средний суточный минимум, °C  | −8,2  | −7    | −4,7  | −2    | 1,6   | 5,2  | 10,4 | 10,0 | 5,5  | −0,3  | −5    | −8,4  | −0,2  |
| Абсолютный минимум, °C        | −34,4 | −30,5 | −26,6 | −18,8 | −13,8 | −5,5 | 0,0  | −4,4 | −6,6 | −18,8 | −25   | −30,5 | −34,4 |
| Норма осадков, мм             | 52    | 54    | 53    | 29    | 16    | 9    | 66   | 78   | 59   | 41    | 44    | 47    | 552   |
| Источник: NWS                 |       |       |       |       |       |      |      |      |      |       |       |       |       |

## Население

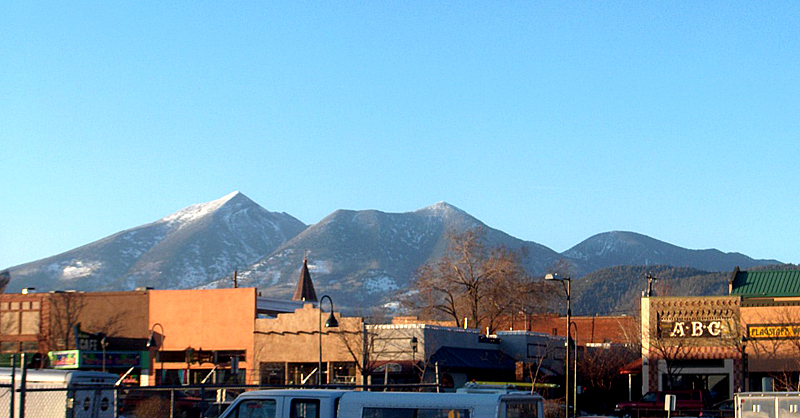
Центр города

Следующие данные предоставляет Бюро переписи населения США в переписи за 2010 год:
- Население: 65 870 чел.
- Плотность населения: 397,4 чел./км².
- Жилищных единиц: 26 254.
- Количество человек на жилищную единицу: 2,56 чел.
- Средний доход семейства: 49 771$.
- Доход на душу населения: 24 455$.
- Человек ниже границы бедности: 24,6%.
- Расовый состав: европеоидная 73,4% (48 348 чел.), негроидная 1,9% (1 278 чел.) , американоидная 11,7% (7 704 чел.), монголоидная 1,9% (1 227 чел.), австралоидная 0,2% (115 чел.), прочие 7,3% (4 823 чел.), метисы 3,6% (2 375 чел.).

Афроамериканское население значительно меньше, чем в среднем в США, тогда как количество американских индейцев существенно больше. Главным образом это обусловлено близостью города к нескольким индейским резервациям, включая навахо, хопи, хавасупай и явапай. В общине американских индейцев Флагстаффа преобладают навахо (примерно 5 500 чел.).
- Пол населения: мужской 49,4% (32 518 чел.), женский 50,6% (33 352 чел.).
- Возраст населения: 20,6% менее 18 лет, 79,4% более 18 лет, 17,45% 20–24 года, 15,6% 25–34 года, 16,55% 35–49 лет, 14,7% 50–64 года и 6,4% более 65 лет.
- Среднее образование представлено 19 общественными школами. Население Флагстаффа достаточно более образовано, чем в среднем в США. 90,6% населения имеют диплом об окончании школы или более высокую степень, тогда как средний процент по стране — 80,4%.
- Высшее образование представлено Университетом Северной Аризоны[англ.]. 41,8% имеет диплом бакалавра или диплом более высокого уровня, по сравнению со средним федеральным значением в 24,4%.

### Преступность
В 2012 году ФБР в Стандартных отчётах о правонарушениях засвидетельствовали для Флагстаффа показатели в 262 случая насильственного преступления на 100 000 чел. и 2 834 случая имущественного преступления на 100 000 чел.
В 1988 году закон штата Аризона сделал попрошайничество преступлением. Полицейское Управление Флагстаффа и городской прокурор настойчиво навязывали этот закон, результатом чего стало судебное разбирательство 25 июня 2013 года.

## Экономика
Раньше экономическая основа города состояла из лесопромышленности, железнодорожной отрасли и животноводства. Сегодня они в основном заменены туризмом, образованием, правительством и транспортом. Крупными работодателями во Флагстаффе являются Университет Северной Аризоны и Медицинский центр Флагстаффа. Туризм вносит большой вклад в экономику, так как в городе более 5 млн посетителей каждый год.
Во Флагстаффе развита научная сфера. Это особенно заметно во время местного Фестиваля Науки, который проходит каждый сентябрь уже 25 лет. На фестивале можно посетить множество мероприятий, такие как интерактивные научные выставки, презентации и демонстрации, дни открытых дверей в музеях и исследовательских центрах и многое другое. В городе также находится множество научных предприятий. Например, некоммерческая организация TGen North, чья основная цель — исследование геномов и патогенов для совершенствования медицины, здоровья общества и биозащиты. В дополнение к этому TGen North тесно сотрудничает с государственными управлениями здравоохранения для устранения вспышек болезней. Также компания активно разрабатывает новые диагностические средства и лекарства от некоторых опасных болезней современности.
В городе также располагается Геологическая служба США, кампус которой включает пять исследовательских центров, которые сосредоточены на водных проблемах, биологии, западной географии, астрогеологии, геологии, минералах, энергии и геофизике. Исследователи в кампусе Флагстаффа контролируют государственные и племенные водные ресурсы и применяют дронов для топографической аэросъёмки, используя дистанционное зондирование; а исследователи из команды астрогеологов работают с НАСА над такими проектами как Исследования Марса и составление карт планетарных тел.
На окраине города расположен крупный торговый центр Флагстафф-молл построенный в 1979 году, в котором располагаются магазины таких розничных сетей как: JCPenney, Dillard's, Ross Stores и фитнес-клуб.

## Достопримечательности

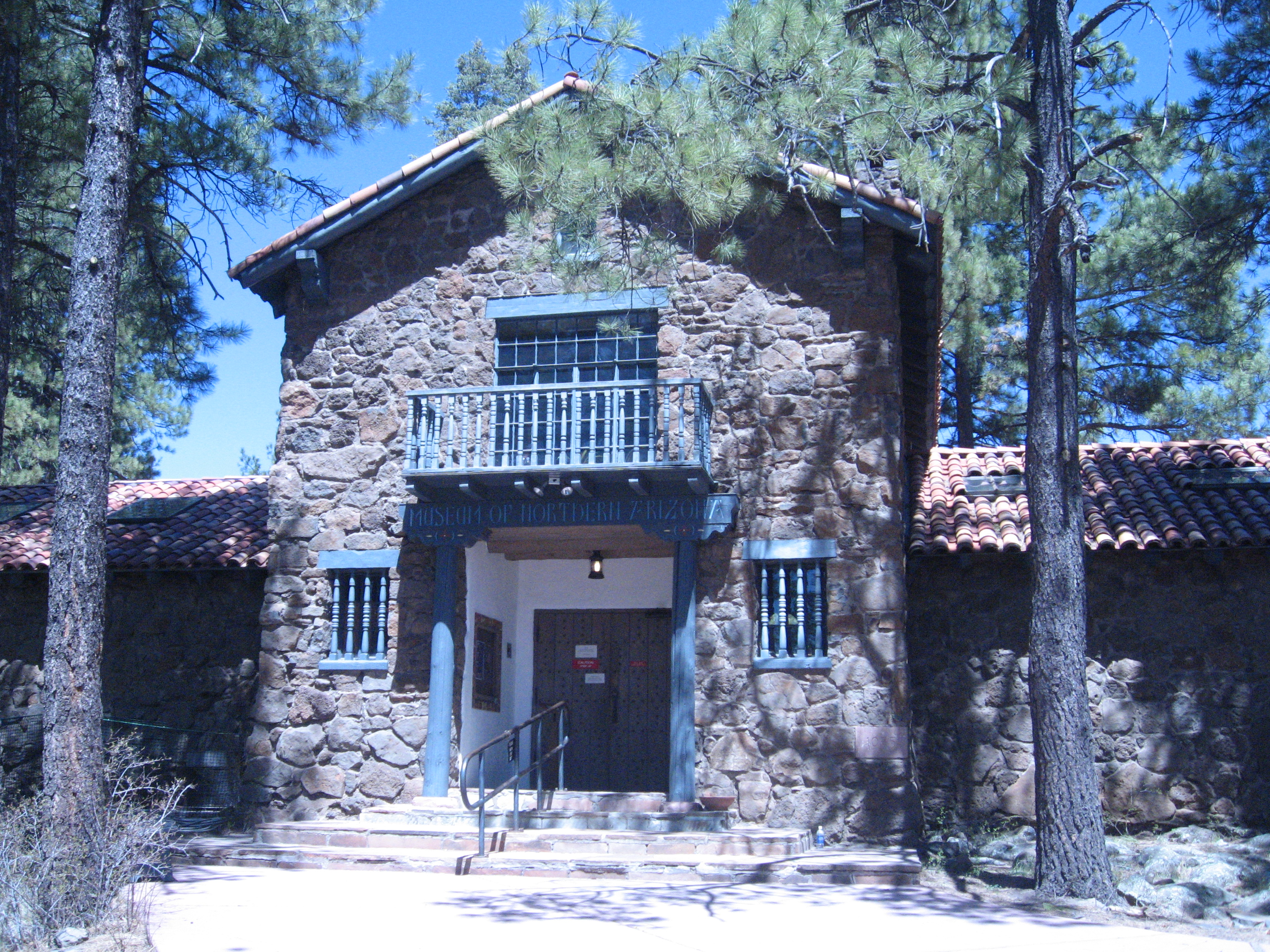
Здание Музея Северной Аризоны, 2007 год

Рядом с Флагстаффом находятся Обсерватория Лоуэлла, где произошло достаточно много важных астрономических открытий. Исследования 14 штатных астрономов сосредоточены на разнообразных проблемах: от природы и эволюции комет до поиска планет других звёздных систем. Недавно обсерватория открыла новый архивный центр, сотрудники которого работают над программой НАСА «Новые горизонты».
Станция Флагстафф военно-морской обсерватории США, в которой был открыт Харон, изучает небесные явления и предоставляет орбитальные и межпланетные навигационные данные спутникам.
В северной части города располагается Музей Северной Аризоны, основанный в 1928 году — региональный музей, на территории которого располагаются выставочные здания и исследовательские лаборатории. Музей работает совместно с коренным населением Юго-Запада для сохранения и культивирования культур, традиций и верований Плато Колорадо. Музей имеет четыре активных исследовательских департамента: антропологии и археологии, экологии и охраны природы, геологии и палеонтологии, изобразительного искусства.
Дендрарий Флагстаффа славится своим обширным собранием цветочных растений рода Penstemon genus. Каждый год здесь проводится фестиваль, посвящённый этим цветам.

## Города-побратимы
- Россия, Барнаул
- Австралия, Сити-оф-Блю-Маунтинз[англ.] (Новый Южный Уэльс)
- Китай, Синьтянь
- Мексика, Мансанильо